# Dionisos
Dionisos (gr. Διόνυσος) – miejscowość w Grecji, w administracji zdecentralizowanej Attyka, w regionie Attyka, w jednostce regionalnej Attyka Wschodnia, w gminie Dionisos. W 2011 roku liczyła 5651 mieszkańców.